# 31R (UE, UE2)
Renault UE Chenillette був легким бронетранспортером (чи інакше танкеткою) випускався у Франції між 1932 і 1940 роками. Повна офіційна назва — Chenillette de ravitaillement d'infanterie 31R або танкетка постачання піхоти. Танкетка була розвитком англійської «Віккерс-Карден-Лойд Мк IV». Вона була розроблена фірмою Renault в 1931 р. на основі концепції британської танкетки Carden-Loyd та вироблялася на заводах фірм Renault Bertiet, AMX, Fouga. У період з 1932 по 1940 рік було випущено 4496 танкеток модифікацій UE і UE2.

## Серійні модифікації
- UE — клепаний корпус бойовою масою 2,1 тони. Вантажопідйомність — 400 кг. Екіпаж складався з двох осіб. Лобове бронювання — 9 мм, бортове — 6 мм, корму — 9 мм. На танкетку ставився чотирициліндровий карбюраторний двигун Renault 85 рідинного охолодження потужністю 35 к. с. при 2800 обертів на хвилину робочим об'ємом 2120 см ³. Висота сидячої людини перевищувала висоту борту танкетки, тому голови членів екіпажу прикривалися литими бронековпаками. Трансмісія машини складалася з головного фрикціону сухого тертя та трьохшвидкісної коробки передач. Ходова частина стосовно одного борту складалася з шести опорних котків, зблокованих попарно в три візки і двох підтримуючих котків. Візки опорних котків були підвішені на напівеліптичних листових ресорах до поздовжньої балки. Провідне колесо розташовувалося спереду. Ширина траків дрібноланкової гусениці становила 170 мм. Запас ходу становив 60 км. Озброєння було відсутнє. Всього було випущено 2596 примірників UEв 4-х виробничих серіях.
- UE2 — 1937 року була випущена поліпшена модифікаціяUE2. Відрізнялася від варіанту UE незначними елементами конструкції та кращим бронюванням. Було випущено всього 1900 штук.
- UE3 — 1939 року випустили кілька танкеток з кулеметами. Випущено 10 штук.
- UE4 — 1940 року три танкетки оснастили 20-мм гарматами.
- Renault UE (Chine) — за замовленням Китаю було вироблено 10 озброєних одним 7,5-мм кулеметом Lebel танкеток. Кулемет розміщувався в повністю броньованій (зміщеній щодо поздовжньої осі машини в праву сторону) чотиригранній рубці.

## Експорт
Румунія спочатку закупила 178 шт, а потім стала випускати по ліцензії, під назвою Melaxa, випустивши 126 шт.
Ще 10 шт. закупив Китай.

## Трофеї
Німеччина деякий час використовувала трофейні французькі танкетки під назвою — UE 630 (f). Більше — 3000 шт.
64 танкетки як трофеї дісталося Італії, де також продовжили службу.
При формуванні польських збройних сил на території Франції, до їх складу також було включено деяку кількість цих танкеток.

## Бойове застосування
Найбільш широко ці танкетки використовувалися французькою армією. За штатом вони входили в усі з'єднання піхоти та кавалерії як транспортні машини або артилерійські тягачі. В останньому випадку вони буксирували переважно 25-мм протитанкові гармати SA34. У кожному піхотному полку належало мати 9 машин, а в моторизованому — 18. На момент початку війни в сухопутних військах Франції налічувалося 3500 гусеничних тягачів. Більшість танкеток взяли участь в битвах 1940 р.. Після укладення перемир'я багато машин дісталося вермахту.
Основна частина танкеток, захоплених німцями, була озброєна кулеметами MG-34 та використовувалася для охорони аеродромів від нападу диверсантів, а також для боротьби з партизанами. Неозброєні танкетки використовувалися в підрозділах зв'язку сухопутних сил і Люфтваффе для прокладки кабельних ліній зв'язку, замінюючи в цій якості німецькі бронетранспортери Sd. Kfz.251/11.
Проти СРСР ці танкетки найбільш широко використовувала румунська армія. Перед нападом 22 червня 1941 р. в румунських збройних силах перебувало 178 Renault UE. У це число входили 126 UE «Malaxa» румунського виробництва (за ліцензією) і 52 машини французького виробництва: 13Renault UE, куплених до початку війни у Франції і 39 танкеток, переданих вже німцями з власних трофеїв після розгрому Франції. Румунська армія переважно використовувала ці танкетки як тягачі 47-мм протитанкових гармат «Шнейдер». За штатом у кожній протитанковій роті знаходилося 12 машин. Більшість з цих тягачів було знищено або захоплено радянськими військами в перші два роки війни.